# 슈퍼맨 (2025년 영화)
《슈퍼맨》(영어: Superman)은 2025년 개봉한 미국의 슈퍼히어로 영화이다. 제임스 건이 감독과 각본을 맡았다. DC 유니버스(DCU)의 첫 번째 영화이며, 《슈퍼맨》 영화 시리즈의 리부트 작품이다. 배우 데이비드 코런스웻이 주인공 슈퍼맨 역을 맡는다.
2014년 10월부터 DC 확장 유니버스(DCEU) 영화 《맨 오브 스틸》(2013)의 속편 개발이 시작되었고, 헨리 카빌이 슈퍼맨 역으로 복귀할 예정이었다. 그러나 2017년 《저스티스 리그》의 제작 난항 이후 계획이 변경되었고, 2020년 5월부터는 맨 오브 스틸의 속편 작업이 더 이상 진행되지 않았다. 2022년 8월경부터 제임스 건이 새로운 슈퍼맨 영화 작업에 착수했다. 10월에는 건이 피터 새프런과 함께 DC 스튜디오의 공동 CEO가 되면서 새로운 DC 유니버스 작업에 돌입했다. 건이 12월에 슈퍼맨영화의 각본을 맡고 있음이 밝혀졌다. 다음 달 영화의 제목이 《슈퍼맨: 레거시》로 발표되었고, 2023년 3월에 건이 감독을 맡는 것이 확정되었으며, 6월에 코런스웻과 브로즈너핸이 캐스팅되었다. 2024년 2월 말 촬영이 노르웨이 스발바르 제도에서 시작되었으며, 부제가 삭제되었다. 주로 애틀랜타 트릴리스 스튜디오에서 촬영되었고, 조지아주와 오하이오주에서도 로케이션 촬영이 진행되었다. 7월에 촬영이 마무리되었다. 영화는 그랜트 모리슨과 프랭크 콰이틀리의 만화 《올스타 슈퍼맨》(2005-2008) 등에서 영감을 받았다.
2025년 7월 7일 TCL 차이니즈 시어터에서 시사회를 가졌다. 평론가들로부터 긍정적인 평가를 받았다.

## 줄거리
30년 전, 조엘과 라라 로르반 부부는 고향 행성 크립톤의 파괴를 피해 어린 아들 칼엘을 지구로 보낸다. 캔자스주 스몰빌 에서 양부모인 조나단 과 마사 켄트 에 의해 클라크 켄트 로 자란 칼엘은 태양계의 노란 태양으로부터 초인적인 능력을 얻게된다. 손상되어 일부만 남아있는 조엘과 라라의 작별 인사를 보고 영웅심에 불타오른 클라크는 3년 전, 자신을 지구상에서 가장 강력한 메타휴먼인 슈퍼맨이라고 세상에 소개했습니다. 클라크는 자신의 비밀 신분을 유지하몀 메트로폴리스의 데일리 플래닛에서 동료 지미 올슨과 자신과 연인 관계인 로이스 레인과 함께 기자로 일하고 있다.
3주 전, 슈퍼맨은 미국의 동맹국인 보라비아가 이웃 나라인 자한푸르를 침략하는 것을 막는다. 억만장자 렉스 루터는 슈퍼맨이 위협이 될지 모른다고 의심하는 릭 플래그 시니어 장군과 미국 정부의 다른 사람들에게 필요하다면 슈퍼맨을 죽일 수 있다고 확신시킨다. 슈퍼맨은 자신의 행동의 이유로 슈퍼맨이 전쟁에 개입한 것을 언급 실제로는 드론을 이용해 조종하는 울트라맨이라는 것입니다. 싸움에서 부상당한 슈퍼맨을 반려견 크립토가 남극의 고독의 요새로 데려가고, 그곳에서 슈퍼맨은 집중된 태양 복사열로 치료를 받는다. 이후 루터는 울트라맨과 엔지니어와 함께 요새를 비밀리에 침공하고, 조엘과 라라에게서 작별 메시지를 훔쳐 전체적으로 해독한 다음, 크립토를 납치한다.
그린 랜턴, 미스터 테리픽, 호크걸로 구성된 영웅 팀인 저스티스 갱과 슈퍼맨이 루터가 주의를 끌기 위해 만든 괴수 와 싸우는 동안, 루터는 복원된 조엘과 라라의 메시지 전체를 전 세계에 방송한다. 슈퍼맨은 메시지 후반부에서 부모가 그에게 지구를 정복하고 크립토니아 종족을 회복하기 위해 필요한 만큼 많은 아내를 맞이하라고 말하는 것을 보면서 충격를 받고, 여론은 슈퍼맨에게 불리하게 돌아서고, 자발적으로 정부에 투항하여 심문을 받는다. 슈퍼맨의 능력 때문에 플래그는 슈퍼맨의 관할권을 루터에게 넘긴다.

그린 랜턴, 메타몰포, 호크걸이 자한푸르에 대한 보라비안의 두 번째 침략을 막는 동안, 슈퍼맨과 미스터 테리픽은 메트로폴리스에 가까워지는 블랙홀 속에서 엔지니어와 울트라맨과 싸운다. 슈퍼맨은 엔지니어를 물리친 뒤 울트라맨이 자신의 유전자를 활용한  복제품임을 알게 된다. 루터는 슈퍼맨을 물리치는 데 너무 열중한 나머지 도시를 반으로 갈라놓는 블랙홀을 닫는 것을 거부한다. 슈퍼맨과 울트라맨은 블랙홀 바로 옆에서 길고 격렬한 싸움을 벌이며, 슈퍼맨은 울트라맨을 버스 앞으로 던져 버스가 견인력에 끌려 울트라맨을 블랙홀로 밀려 들어가도록 한다. 슈퍼맨과 미스터 테리픽은 루터의 본부로 가서 원자로를 끄고 블랙홀을 닫는다. 그 사이 로이스와 지미는 루터의 음모를 대중에게 공개하고, 슈퍼맨의 명예는 회복된다. 호크걸은 보라비아의 대통령인 바실 구르코스를 높은 곳에서 떨어뜨려 죽이더, 저스티스 갱은 새로운 멤버인 메타몰포와 함께 영웅으로 추앙받는다.
닻
루터와 부하들은 모두 체포되고, 이브를 포함하여 포켓 유니버스에 갇힌 모든 사람은 풀려난다. 이후, 슈퍼맨이 솔리튜드 요새에서 입은 부상에서 회복하는 동안, 사촌 카라 조엘이 술에 취한 상태로 크립토를 데리러 돌아온다. 치유 과정에서 긴장을 풀기 위해 조나단과 마사 밑에서 자라면서 스몰빌에서 보낸 어린 시절의 추억 영상을 본다.

## 출연진
- 데이비드 코런스웻 - 클라크 켄트 / 슈퍼맨:
파괴된 행성 크립톤의 생존자로 지구에서 슈퍼히어로로 살아간다. 그는 메트로폴리스의 데일리 플래닛에서 기자로 일하며 자신의 정체를 숨긴다.[4][5] 감독 제임스 건은 코런스웻의 슈퍼맨이 약 25세로, The CW 시리즈 《스몰빌》(2001-2011)의 버전보다는 성숙하지만 DC 확장 유니버스(DCEU)의 헨리 카빌 버전보다는 어리다고 말했다.[6] 제작자 피터 새프런은 해당 캐릭터를 "진실, 정의, 아메리칸 웨이의 구현"이자 "친절함을 구식으로 여기는 세상에서의 친절함"이라고 묘사했다.[7] 건은 클라크가 이 영화에서 기자이자 슈퍼히어로로서 성공하고 있지만, 그의 삶에 새로 등장한 요소들이 그를 불안정하게 만든다고 말했다. 여기에는 동료 로이스 레인과의 "미친 듯한 사랑"과 그를 순진하다고 생각하는 다른 슈퍼히어로들과의 친구 관계가 포함된다. 이 영화는 이러한 요소들이 클라크의 가치관과 선택에 어떻게 영향을 미치는지 보여주며,[8] 그의 가치관은 불완전하고 그를 개인적인 여정으로 이끈다. 코런스웻은 부모님과의 상호작용, 데일리 플래닛에서의 직업, 그리고 슈퍼맨으로서의 역할을 구분했다. 그는 슈퍼맨을 차분하지만 권위 있는 모습을 보이려는 "대중적인 캐릭터"로 묘사했다. 코런스웻은 클라크를 위해 그랜트 모리슨의 만화 《올스타 슈퍼맨》(2005-2008)과 1978-87년 슈퍼맨 영화 시리즈에서 크리스토퍼 리브가 연기한 슈퍼맨에게서 영감을 얻었다. 또한 클라크의 목소리와 태도를 위해 키 6피트 8인치(203cm), 몸무게 270파운드(120kg)임에도 불구하고 "가장 조용하고 가장 멋진 남자"라고 묘사한 처남에게서 영감을 받았으며, 클라크를 "거대한 존재감"을 가진 "필사적으로 가능한 한 작고 조용하게 보이려는" 인물로 묘사했다고 밝혔다.[9]
- 레이철 브로즈너핸 - 로이스 레인:
클라크의 동료이자 데일리 플래닛의 기자로,[5][10] 그에 대해 "확신하지 못하며" 그와 관계를 맺기 위해 설득되어야 한다.[8][9] 브로즈너핸은 로이스를 "매우 지적"이고 활기찬 인물로 묘사했다.[11] 그녀는 캐릭터의 원작 만화 등장과 이전의 스크린 묘사와 대조적으로 로이스를 현대적인 기자로 묘사하는 데 도움을 받기 위해 여러 기자들과 상담했다.[12]
- 니컬러스 홀트 - 렉스 루터:
루터코프의 CEO이자 슈퍼맨의 아치네메시스로,[10][13][14] 슈퍼맨이 모든 것을 할 수 있는 힘을 가지고 있지만 루터 자신의 신념과 일치하지 않는다는 이유로 슈퍼맨을 증오한다.[15][16] 홀트는 루터를 강박적이고 단호하며 끊임없는 인물로 묘사했으며, 이 캐릭터가 슈퍼맨에게 믿을 만한 위협으로 느껴지기를 원했다. 그는 이미 최종 목표를 염두에 두고 있으며, 자신의 과학적 천재성을 인정받아야 한다는 필요성을 포함한 많은 감정에 의해 동기 부여된다.[16] 홀트는 스몰빌에서 마이클 로젠바움의 렉스 루터와 억만장자 스티브 잡스에게서 루터의 유니폼에 대한 영감을 받았으며, 《올스타 슈퍼맨》에 묘사된 루터의 모습에 따라 배역을 위해 운동하기로 결정했다.[16][17] 역할을 위해서 아들 호아킨이 홀트의 머리를 밀었다.[18] 건은 캐릭터에 대한 영감을 브라이언 아자렐로의 만화 시리즈 《렉스 루터: 맨 오브 스틸》(2005)과 1950년대와 1960년대 만화에서 제리 시걸의 "무모한 과학 천재" 버전의 루터에게서 얻었다.[19]
- 에디 가세기 - 마이클 홀트 / 미스터 테리픽:
다양한 첨단 장비를 사용하여 범죄와 싸우는 슈퍼히어로이자 발명가로,[10][20] 맥스웰 로드가 후원하는 저스티스 갱의 일원이다.[21] 가세기는 자신의 캐릭터를 "정의를 믿는 무신론자"로 묘사했으며, 홀트는 아내의 죽음을 경험한 후 "지식"에서 의미를 찾았다고 말했다.[21]
- 앤서니 캐리건 - 렉스 메이슨 / 메타몰포:
"몸속의 원소를 다양한 형태로 변형"할 수 있는 고고학자이자 슈퍼히어로이다.[22] 캐리건은 이전에 TV 시리즈 《고담》(2014-2019)에서 배트맨 악당 빅터 자사즈를 연기한 후 슈퍼히어로를 연기하는 것이 신선하다고 말했다. 그는 자신의 탈모증에 대한 메타모포의 걱정을 캐리건 자신의 경험과 비교하여 역할에 "진정성과 진실"을 가져올 수 있다고 느꼈다.[23]
- 네이선 필리언 - 가이 가드너 / 그린 랜턴:
그린 랜턴 군단의 거친 은하계 평화 유지군이자,[20] 저스티스 갱의 일원이다.[21] 필리언은 그를 두려움 없고 자신감 넘치는 건방진 인물로 묘사했다.[24] 필리언은 가드너가 필터 없이 자신의 생각을 말하는 데 대한 영감을 시트콤 《더 골든 걸스》(1985-1992)의 에스텔리 게티가 연기한 소피아 페트릴로에게서 얻었다. 필리언은 캐릭터의 기원 이야기를 다시 언급했는데, 가드너가 버스에 치여 혼수상태에 빠진 것이 그의 성격에 "스위치를 켜서" 그를 "조금 이상하게" 만들었다고 말했다.[25] 이 영화는 만화에서 캐릭터의 "상징적인 바가지 머리"를 유지했으며,[20] 필리언은 헤어스타일을 바꾸자는 몇몇 논의에도 불구하고 이를 고집했다.[25]
- 이사벨라 메르세드 - 켄드라 손더스 / 호크걸:
날개와 다양한 근접 무기를 가진 슈퍼히어로이자 저스티스 갱의 일원이다. 그녀는 외계인의 환생으로, 과거의 기억과 트라우마를 짜증스러운 태도로 유지하고 있다.[26][20] 메르세드는 영화의 자기 인식과 코미디적인 측면이 손더스가 "자신의 트라우마를 가볍게 여기는" 데 도움이 되었다고 느꼈다.[26] 메르세드의 키 5피트 1인치(155cm)는 다른 DCU 영웅들과 차별화된다.[20] 메르세드는 소니스 스파이더맨 유니버스(SSU) 영화 《마담 웹》(2024)에서 아냐 코라손 역을 맡은 것이 호크걸 역을 준비하는 데 도움이 되었다고 느꼈지만, 슈퍼맨 제작진에게 이 역할을 말하지 않았는데, 혹시 두 역할을 모두 맡는 것을 원하지 않을 수도 있었기 때문이다.[27]

또한, 프루잇 테일러 빈스와 네바 하월은 각각 클라크의 입양된 인간 부모인 조나단과 마사 켄트를 연기한다. 웬들 피어스는 데일리 플래닛의 편집장인 페리 화이트를 연기한다. 피어스는 어렸을 때 만화를 읽지 않았기 때문에 친구들에게 캐릭터에 대한 정보를 물어봤다. 데일리 플래닛의 다른 직원으로는 어린 사진작가 지미 올슨 역의 스카일러 지손도, 기자 스티브 롬바르드 역의 벡 베넷, 칼럼니스트 캣 그랜트 역의 미케일라 후버, 기자 론 트루프 역의 크리스토퍼 맥도날드가 있다. 사라 삼파이우는 루터의 조수이자 여자친구인 이브 테스마커를 연기하고, 테런스 로즈모어는 루터의 하수인 오티스를 연기한다.
프랭크 그릴로는 애니메이션 DCU 시리즈 《크리처 코만도스》(2024년-현재)에서 A.R.G.U.S. 국장 릭 플래그 시니어 역을 다시 맡는다. 마리아 가브리엘라 데 파리아는 루터의 동맹이자 몸에 내장된 나노 기술로 능력을 얻은 앙헬라 스피카 / 엔지니어 역으로 출연하며, 만화에서 그녀가 소속된 팀인 디 어소리티에 대한 계획된 영화에 앞서 출연한다. 밀리 올콕은 슈퍼맨의 사촌인 카라 조엘 / 슈퍼걸 역으로 소개되며, 단독 영화인 슈퍼걸: 우먼 오브 투모로우(2026)에 앞서 출연한다. 건의 형인 숀 건은 기업 후원 저스티스 갱의 수장인 기술 억만장자 사업가 맥스웰 로드 역으로 출연한다. 숀은 애로우버스 시리즈 《슈퍼걸》(2015-2021)의 피터 파치넬리의 연기와 DCEU 영화 《원더 우먼 1984》(2020)의 페드로 파스칼의 연기를 포함하여, 과거 맥스웰 로드와는 다르다고 밝혔다.
또한, 앨런 튜딕, 마이클 루커, 그레이스 챈은 각각 슈퍼맨 로봇 "포", "파이브", "트웰브"의 목소리를 맡았으며, 이 로봇들은 고독의 요새에서 슈퍼맨을 돕는다. 폼 클레멘티에프는 또 다른 슈퍼맨 로봇 중 한 명의 목소리를 맡았고, 브래들리 쿠퍼도 그들과 함께 미공개 역할로 출연한다. 마이클 로젠바움도 미공개 목소리 역할로 캐스팅되었다. 크리스토퍼 리브의 아들이자 ABC 뉴스 특파원인 윌 리브는 뉴스 기자 역으로 카메오 출연했다. 개 배우 졸린은 클라크의 초능력 개 크립토의 스탠드-인을 맡았으며, 건은 크립토를 "그리 착하지 않은 착한 개"라고 묘사했다. 해당 캐릭터는 주로 시각 효과로 제작되었으며, 건의 반려견 오즈를 모델로 3D 모델링되었다.

## 제작

### 배경
워너 브라더스 픽처스는 2012년 DC 코믹스 캐릭터 슈퍼맨을 기반으로 한 영화 《맨 오브 스틸》(2013)으로 공유 세계관을 시작할 것으로 계획했으며, 이는 "DC 확장 유니버스"(DCEU)로 알려지게 되었다. 2014년 10월에 DC 영화 전체 라인업을 발표했는데, 《맨 오브 스틸》이 스튜디오의 기대한 흥행 성적을 보여주지 못했기 때문에 《배트맨 대 슈퍼맨: 저스티스의 시작》(2016)을 두 번째 DCEU 영화로 우선시했다. 그럼에도 불구하고, 헨리 카빌이 클라크 켄트 / 슈퍼맨 역으로 복귀할 예정인 미정의 《맨 오브 스틸》 속편이 개발 중이라고 말했다. 《맨 오브 스틸》의 감독 잭 스나이더는 《배트맨 대 슈퍼맨》 작업이 시작되기 전에 첫 영화에 등장했던 수감된 크립톤인들과 브레이니악 캐릭터를 속편의 악당으로 고려했다고 말했다. 2016년 8월, 《맨 오브 스틸》 속편은 스튜디오의 최우선 과제로 활발히 개발 중이었으며, 카빌의 매니저 대니 가르시아가 다음 달에 이를 확인했다. 《맨 오브 스틸》에서 로이스 레인 역을 맡았던 에이미 아담스는 11월에 스튜디오가 각본 작업을 하고 있다고 말했다. 매슈 본이 워너 브라더스의 최우선 감독 후보로 2017년 3월까지 협상을 했다. 본과 만화 작가 마크 밀러는 《맨 오브 스틸》 개발 이전에 새로운 슈퍼맨 3부작을 제안했는데, 이 3부작에서는 크립톤 행성의 파괴가 슈퍼맨이 그 행성에서 성인이 된 후에야 발생할 것으로 설정되었다. DCEU 영화 《저스티스 리그》(2017)의 제작 난항 이후, 워너 브라더스는 DC 프로젝트에 대한 접근 방식을 다시 생각했다. 2017년 말까지, 《맨 오브 스틸》 속편은 "조만간 나오지 않을 것"이며, 《저스티스 리그》의 제작자 찰스 로븐은 스토리 아이디어가 논의되었지만 각본은 없었다고 말했다.
2018년 7월 《미션 임파서블: 폴아웃》 개봉 전에 감독 크리스토퍼 매쿼리와 공동 주연 헨리 카빌은 2009년 애니메이션 영화 《업》에서 부분적으로 영감을 받은 새로운 슈퍼맨 영화에 대한 그들의 구상을 피치했지만, 워너 브라더스는 해당 구상을 거절했다. 2018년 후반, 스튜디오는 제임스 건에게 슈퍼맨 영화의 각본과 감독을 맡아달라고 요청했지만, 그는 캐릭터를 맡을지 불확실했다. 그는 《가디언즈 오브 갤럭시》(2014)에서 마블 스튜디오를 위해 각색했던 가디언즈 오브 갤럭시와 달리 슈퍼맨은 잘 알려진 캐릭터였기 때문에 명확한 비전이 없었다. 건은 대신 《더 수어사이드 스쿼드》(2021)를 만들기로 선택했으며, 이를 "더 쉬운 길"이라고 불렀다. 9월에 카빌이 《샤잠!》(2019)에 카메오 출연으로 복귀하기 위한 협상은 계약 문제로 결렬되었으며, 카빌의 《미션 임파서블: 폴아웃》 참여로 인한 일정 충돌도 있었다. 카빌은 스튜디오와 결별하고 향후 프로젝트에서 다시 출연할 계획이 없는 것으로 알려졌지만, 카빌은 2019년 11월에 캐릭터를 포기하지 않았으며 여전히 역할을 제대로 수행하고 싶다고 말했다. 당시 워너 브라더스는 캐릭터의 방향을 결정하지 못하고 있었으며, J. J. 에이브럼스 (그의 회사인 배드 로봇은 워너 브라더스 모회사 워너미디어와 전체 계약을 맺었다)와 마이클 B. 조던 (흑인 슈퍼맨 버전을 제안했다)을 포함한 "유명 인사"와 이 캐릭터에 대해 논의하고 있었다. 2020년 5월까지 워너 브라더스는 《맨 오브 스틸》 속편을 개발하고 있지 않았지만, 카빌은 다른 DC 영화에 출연하는 것에 대해 논의 중이었다. 2021년 2월, 타네히시 코츠가 에이브럼스가 제작하는 새로운 슈퍼맨 영화의 각본을 맡는 것이 밝혀졌다. 이 영화는 흑인 배우가 슈퍼맨을 연기할 것으로 예상되었으며, 조던이 역할을 맡을 가능성도 있었다.

### 개발

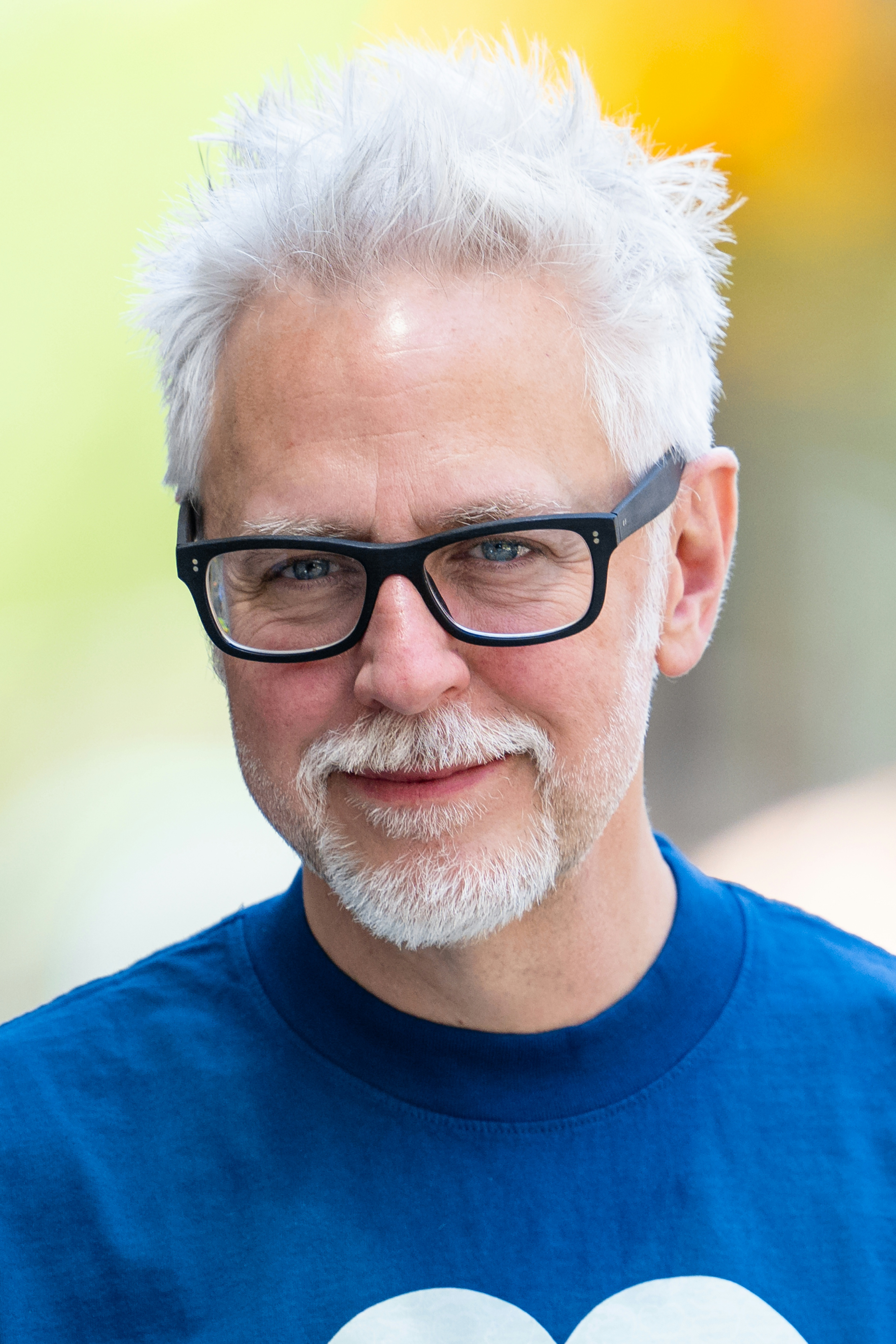
2024년 6월 촬영 중인 감독 겸 작가 제임스 건은 2022년 8월에 이 영화 작업을 시작했다.

2022년 4월, 디스커버리와 워너미디어가 합병하여 데이비드 자슬라브 회장 겸 CEO가 이끄는 워너 브라더스 디스커버리가 되었다. 합병 후  DC 엔터테인먼트를 재편할 계획이었던 자슬라브는 새로운 자회사를 이끌 마블 스튜디오 사장 케빈 파이기와 같은 인물을 찾고 있었다. 자슬라브와 워너 브라더스 디스커버리는 DC가 "일관된 창의적 및 브랜드 전략"이 부족하고 슈퍼맨을 제대로 활용하지 못하고 있다고 느꼈다. 수년 동안 건은 슈퍼맨에게 다시 기회가 주어진다면 어떻게 접근할지 고민했고, 2022년 8월 말경 그는 《맨 오브 스틸》의 속편이 아니며 DCEU와는 별개의 슈퍼맨 영화 작업을 위해 고용되었다. 자슬라브는 건이 각본을 쓰는 동안 그와 시간을 보냈다.
카빌은 2022년 10월에 개봉한 DCEU 영화 《블랙 아담》의 쿠키 영상에 카메오 출연했으며, 워너 브라더스는 다시 카빌 주연의 《맨 오브 스틸》 속편을 추진하고 있는 것으로 알려졌다. 로븐이 제작을 맡았고 스튜디오는 각본가를 찾고 있었다. 스튜디오는 매쿼리가 감독을 맡기를 원했지만, 그가 《미션 임파서블: 데드 레코닝》(2023)과 《미션 임파서블: 파이널 레코닝》(2025)에 전념해야 했기 때문에 참여할 가능성은 낮았다. 코츠의 영화는 여전히 개발 중이었다. 카빌의 《블랙 아담》 출연은 블랙 아담 주연 드웨인 존슨이 직접 워너 브라더스 영화 책임자 마이클 데루카와 파멜라 앱디에게 접근하면서 승인되었다. 존슨은 카빌이 공동 주연하는 블랙 아담 대 슈퍼맨 영화 아이디어를 홍보하기 시작했다. 카빌은 《블랙 아담》에 대해 단발성 계약을 맺었고, DCEU에서 계속 캐릭터를 연기할 것이라는 구두 동의만 받았다. 카빌은 향후 프로젝트에서 슈퍼맨으로 복귀할 것이라고 공개적으로 발표했으며, 그의 《블랙 아담》 카메오 출연은 미래 계획의 "아주 작은 맛보기"라고 말했다. 그는 슈퍼맨이 앞으로 "엄청나게 즐거울 것"이라고 말했다. 스티븐 나이트가 당시 속편에 대한 트리트먼트를 썼는데, 이는 브레이니악을 악당으로 포함한 것으로 알려졌지만, 워너 브라더스 경영진은 그의 구상에 만족하지 않았다. 마이클 베이가 이 영화의 감독으로 고려되었다.
건과 《더 수어사이드 스쿼드》 제작자 피터 새프런은 2022년 10월 말 새로 설립된 DC 스튜디오의 공동 회장 겸 공동 CEO로 발표되었다. 새로운 직책을 맡은 지 일주일 후, 두 사람은 DCEU의 "소프트 리부트"가 될 새로운 DC 유니버스(DCU)에 대한 8~10년 계획을 개발하기 시작했다. 11월 중순, 건이 새로운 DC 영화의 각본을 맡고 있다는 사실이 공개적으로 밝혀졌다. DCEU 영화 《플래시》(2023)의 감독 안드레스 무스키에티는 감독 리처드 도너의 영화 《슈퍼맨》(1978)과 유사한 분위기의 슈퍼맨 프로젝트를 감독하는 데 관심을 표명했다. 11월 초, 카빌은 슈퍼맨이 지구 사람들에게 "주고 사랑하는 능력"과 다른 사람들에게 영감을 주는 것을 탐구하는 미래 프로젝트에 관심을 표명했으며, 건과 만나 미래 기회를 논의하기를 기대한다고 말했다. 그 달 후반에 건과 새프런이 자신들의 계획을 개발하는 동안 《맨 오브 스틸》 속편 작업은 중단되었다.
2022년 12월, 건은 슈퍼맨이 DC 스튜디오의 가장 큰, 혹은 가장 큰 우선순위라고 말하기 전, 새로운 슈퍼맨 영화의 각본을 맡고 있다고 공개적으로 발표했다. 이 영화는 캐릭터의 젊은 버전에 초점을 맞출 예정이었으므로 카빌은 주연을 맡지 않을 것이었다. 건이 이 영화의 감독도 맡을 가능성이 있었다. 이는 슈퍼맨의 기원을 다시 이야기하지 않고, 젊은 기자로서 로이스 레인과 같은 주요 캐릭터들과 상호작용하는 것에 초점을 맞출 것이었다. 건과 새프런은 카빌을 만나 그들의 결정을 설명하고 미래에 다른 DC 캐릭터 역할을 맡는 것에 대해 논의했다. 2023년 1월 31일, 건과 새프런은 Chapter One: Gods and Monsters로 시작하는 DCU의 첫 프로젝트들을 공개했다. 그들의 슈퍼맨 영화는 그 챕터의 첫 번째 영화였고, 공식적으로 《슈퍼맨: 레거시》라는 제목이 붙었다. 2025년 7월 11일로 개봉일이 정해졌는데, 이는 건의 고인이 된 아버지의 생일이다. 새프런은 건이 이 영화를 감독하기를 원했다. 건은 《슈퍼맨: 레거시》가 그랜트 모리슨과 프랭크 퀴틀리의 만화 《올스타 슈퍼맨》(2005-2008)에서 구체적인 영감을 얻을 것이라고 말했고, 다음 날 이 만화는 아마존의 베스트셀러 만화 목록에 올랐다. 이 영화는 또한 플라이셔 스튜디오의 애니메이션 슈퍼맨 단편 영화(1941-1943)와 DC 애니메이티드 유니버스(DCAU) 쇼 《슈퍼맨 (애니메이션)》(1996-2000)에서 영감을 얻었으며, 다른 만화책에서도 영감을 받았다. 여기에는 마크 웨이드, 레이닐 프랜시스 유, 게리 알라길란의 《슈퍼맨: 탄생권》(2003-04) 한정 시리즈, 제프 존스와 게리 프랭크의 《액션 코믹스》 2008년 "브레이니악" 스토리 아크, 존스, 조 케이시, 조 켈리, 마크 슐츠의 크로스오버 이벤트 《슈퍼맨: 엔딩 배틀》(2002), 제프 로브와 팀 세일의 《슈퍼맨 포 올 시즌스》(1998) 한정 시리즈, 웨이드와 앨릭스 로스의 엘스월드 한정 시리즈 《킹덤 컴》(1996), 모리슨의 《액션 코믹스》 연재, 앨런 무어와 커트 스완의 "왓에버 해픈드 투 더 맨 오브 투모로우?"(1986)가 포함된다.
DCU 작가 톰 킹은 2023년 3월에 건이 영화도 감독하고 있다고 말했고, 건은 그 달 후반에 이를 확인주었다. 당시 새프런은 그의 제작사 새프런 컴퍼니를 통해 영화를 제작하는 것이 확인되었고, 건도 그의 제작사 트롤 코트 엔터테인먼트를 통해 제작했다. 건은 새프런과 다른 사람들의 격려에도 불구하고 영화를 감독하는 것을 망설였는데, 스몰빌 캔자스주 출신인 슈퍼맨의 귀족적인 크립톤인 부모와 입양된 농부 부모와의 유산에 초점을 맞추는 것이 캐릭터화를 어떻게 형성할지 깨달을 때까지였다. 건은 돌아가신 아버지 때문에 영화의 이러한 측면에 정서적으로 연결되어 있다고 느꼈다. 그는 4월에 이 영화의 분위기가 그의 《가디언즈 오브 갤럭시》 영화(2014-2023)와 다를 것이라고 말했고, 슈퍼맨의 개 크립토가 등장할 수도 있다고 제안했다.

### 사전 제작
2023년 4월에 미술, 의상 디자인, 캐스팅이 시작되었다. 미술 감독 베스 미클과 의상 디자이너 주디애나 마코프스키는 《더 수어사이드 스쿼드》와 건의 《가디언즈 오브 갤럭시: Volume 3》(2023)에서 다시 참여했다. 촬영은 2024년 1월에 시작될 예정이었다. 건은 지미 올슨 캐릭터가 등장할 것이라고 말했다. 그는 영화를 코미디로 만들 의도는 없었으며, 이전의 슈퍼맨 영화들과는 다르면서도 이전 작품들을 존중하기를 바랐다. 건은 4월 말에 각본의 초고를 완성했다. 5월 초에 시작된 2023년 미국작가조합 파업으로 인해 제작에 영향을 미치지 않을 것으로 예상되었다.
건은 슈퍼맨을 연기할 배우로 캐릭터의 인간성, 친절함, 연민을 가지고 있으며 "안아주고 싶은" 인물을 찾고 있었다. 슈퍼맨, 로이스 레인, 렉스 루터의 주요 역할에 대한 오디션 테이프는 2023년 5월 초까지 제출되었다. 건은 그 달 후반에 그것들을 보기 시작했고, 동시에 영화의 스토리보드를 그리고 있었다. 이 시점에서 건은 영화 《펄》(2022)을 보았고, 그 안에서 데이비드 코런스웻의 연기가 눈에 띄었다. 코런스웻은 이전에 슈퍼맨을 연기하고 싶다는 의사를 표명했으며, 그의 오디션은 건이 처음 본 것 중 하나였다. 코런스웻은 슈퍼맨의 유력 후보가 되었고 6월 초까지 스크린 테스트를 할 예정이었다. 제이컵 엘로디, 톰 브릿니, 앤드류 리처드슨도 고려 대상이었지만, 엘로디는 역할을 읽는 것을 거부했다. 패트릭 슈워제네거, 애로우버스 시리즈 《슈퍼걸》(2015-2021)의 게스트 스타 피어슨 포데, 그리고 애니메이션 시리즈 《슈퍼맨과 나의 모험》(2023-현재)에서 슈퍼맨의 목소리를 맡았던 잭 퀘이드는 모두 슈퍼맨 역으로 셀프 테이프를 제출했다. 에마 매키, 레이철 브로즈너핸, 서마라 위빙, 피비 디네버는 레인 역으로 테스트를 받았고, 디네버는 최종 후보 중 한 명이었다. 브로즈너핸은 남편 제이슨 랄프와 함께 오디션 테이프를 만들었는데, 랄프가 슈퍼맨의 대사를 읽었다. 스탠드얼론 DC 영화 《더 배트맨》(2022)에서 브루스 웨인 / 배트맨 역 후보였던 니컬러스 홀트는 루터 역으로 주목받았지만, 대신 슈퍼맨 역을 추구하기로 선택했는데, 자신이 루터 역을 잘 연기할 수 있다고 느꼈지만, 슈퍼맨 오디션에 집중해야 한다고 주장했기 때문이었다. 건은 루터 역으로 이미 함께 작업했던 A급 배우들을 고려했고, 《가디언즈 오브 갤럭시: Volume 3》의 배우 (브래들리 쿠퍼로 알려졌다)와 그 역할에 대해 논의했다. 흑인 배우들도 고려 대상이었다. 테스트는 루터의 만화 버전인 Apex Luthor를 언급하는 "에이펙스"라는 이름을 사용하여 진행되었다. 다른 슈퍼히어로들도 영화의 배경에 확립될 것으로 예상되었으며, 마이클 홀트 / 미스터 테리픽 역을 연기할 흑인 배우와 "블리츠"라는 이름의 캐릭터를 연기할 아시아계 또는 라틴계 여배우를 위한 캐스팅이 진행 중이었다.
2023년 6월 중순, 건과 새프런이 있는 워너 브라더스 스튜디오에서 대면 스크린 테스트가 진행되었다. 배우들은 다음과 같은 짝으로 켄트와 레인으로 분장하고 테스트를 진행했다: 홀트와 브로즈너핸, 브릿니와 디네버, 코런스웻과 매키. 켄트 후보들은 그 다음 매키를 상대로 슈퍼맨으로 분장하고 테스트를 진행했다. 카빌의 원래 DCEU 슈퍼맨 슈트 중 하나(상태가 좋지 않았다)가 테스트에 사용되었다. 건은 브릿니가 "엉망으로 만들었고" 코런스웻(키가 너무 컸다)에 의해 "갈기갈기 찢어졌다"고 말했다. 건은 테스트 영상을 편집하여 자슬라브를 포함한 결정 위원회에 상영했으며, 6월 27일 코런스웻의 슈퍼맨과 브로즈너핸의 레인 캐스팅이 발표되었다. 건은 배우들에게 개인적으로 캐스팅 소식을 알렸으며, 코런스웻에게는 영화에 관련된 모든 사람들을 친절과 존중으로 대하는 조건으로 《트위스터스》(2024)를 촬영하는 동안 슈퍼맨 역을 제안했는데, 크리스 프랫 (MCU의 피터 퀼 / 스타로드)과 존 시나 (DCEU의 크리스토퍼 스미스 / 피스메이커)가 그렇게 했던 경험을 언급했다. 디 오소리티 팀원들을 포함한 다른 역할에 대한 캐스팅이 이어질 예정이었는데, 이들은 팀에 대한 계획된 영화에 앞서 《슈퍼맨: 레거시》에서 먼저 출연할 것으로 예상되었다. 알렉산데르 스카르스고르드와 빌 스카르스고르드 형제가 루터 역의 최종 후보에 올랐다. 홀트가 루터 역으로 다시 시도할지는 불분명했지만, 건은 나중에 홀트에게 루터 역을 제안했고, 홀트는 자신이 그 역할에 더 적합하다는 것을 깨달은 후 수락했다.
2023년 7월 11일, 영화 개봉 예정일 2년 전, 이사벨라 메르세드, 에디 가세기, 네이선 필리언이 각각 슈퍼히어로 켄드라 손더스 / 호크걸, 미스터 테리픽, 가이 가드너 / 그린 랜턴 역으로 캐스팅되었다고 발표되었다. 메르세드는 미개봉 DCEU 영화 《배트걸》의 바바라 고든 / 배트걸 역으로 테스트를 받았고, 필리언은 《더 수어사이드 스쿼드》에서 코리 피츠너 / T.D.K. 역을 포함하여 건의 초기 영화 여러 편에 출연했으며, 이전에 여러 애니메이션 프로젝트에서 동료 그린 랜턴 할 조던의 목소리를 맡았다. 루터 역에 관심을 표명했던 앤서니 캐리건은 다음 날 슈퍼히어로 렉스 메이슨 / 메타모포 역으로 캐스팅되었다. 건은 이 배우들 중 일부를 이전에 선택했지만, 2023년 미국배우조합 파업이 7월 14일에 시작되기 전에 추가 배우 계약을 완료할 시간이 거의 없었기 때문에 슈퍼맨과 레인 역이 캐스팅될 때까지 기다리고 있었다. 다른 슈퍼히어로들이 슈퍼맨과 레인의 이야기에 방해가 될 것이라는 우려에 대해 건은 이 두 캐릭터가 영화의 초점으로 남아 있으며 다른 배우들은 여러 DCU 프로젝트에 캐스팅되고 있다고 말했다. 그는 나중에 클라크 켄트가 동료들과 상호작용하는 모습과 슈퍼맨이 다른 슈퍼히어로들과 상호작용하는 모습을 탐구하기 위해 영화에 많은 캐릭터를 포함시켰다고 설명했으며, 이러한 그룹들이 캐릭터의 가치관과 선택에 어떻게 영향을 미치는지 보여주었다.
2023년 미국작가조합 파업이 2023년 9월에 종료되자, 《슈퍼맨: 레거시》는 2024년 초중반에 촬영을 시작할 것으로 예상되었다. DCEU에서 아쿠아맨 역을 연기했던 제이슨 모모아는 다음 달에 이 영화나 단독 영화에서 로보 캐릭터를 연기하는 것에 대해 논의했다고 보도되었다. 그는 나중에 DCU 영화 《슈퍼걸: 우먼 오브 투모로우》(2026), 원래 제목은 《슈퍼걸: 우먼 오브 투모로우》에서 그 역할을 맡기로 캐스팅되었다. 2023년 미국배우조합 파업은 11월 9일에 종료되었고, 촬영은 2024년 3월에 시작될 예정이라고 명확히 밝혔다. 건은 영화가 여전히 2025년 7월 개봉일을 맞출 것이라고 말했다. 마리아 가브리엘라 데 파리아는 11월 중순에 이 영화의 적대자 중 한 명이자 디 오소리티의 일원인 앙헬라 스피카 / 엔지니어 역으로 캐스팅된 것으로 밝혀졌다. 매디슨 비어는 자신이 셀프 테이프를 제출하고 오디션에 실패했다고 말했고, 오셰이 잭슨 주니어도 마찬가지였다. 홀트는 2023년 미국배우조합 파업 이전에 루터 역을 연기하는 것에 대해 논의 중이었고, 11월에도 그 역할에 대한 협상이 계속되었으며, 이때 스카일러 지손도와 사라 삼파이우가 각각 지미 올슨과 루터의 조수 이브 테스마커 역으로 캐스팅된 것으로 밝혀졌다. 건은 지손도, 삼파이우, 데 파리아가 파업 이전에 캐스팅되었다고 말했고, 미스터 테리픽과 테스마커 역은 특히 캐스팅하기 어려웠고 많은 오디션이 필요했다고 덧붙였다.
2023년 12월, 건의 형인 숀 건은 미래 DCU 프로젝트에서 맥스웰 로드 역으로 캐스팅되었는데, 페드로 파스칼이 DCEU 영화 《원더 우먼 1984》(2020)에서 그 역할을 연기했다. 이 캐릭터는 《슈퍼맨》에서 언급될 것으로 예상되었지만, 영화에 출연할지는 불분명했다. 제임스 건은 홀트가 루터 역을 연기하기 위한 계약을 최종 확정했다고 확인했으며, 미리엄 쇼어는 《가디언즈 오브 갤럭시: Volume 3》에 출연한 후 미공개 역할에 대한 협상에 들어갔다. 《더 할리우드 리포터》는 또한 숀 건과 폼 클레멘티에프가 출연진에 포함되어 있다고 보도했지만, 제임스 건은 클레멘티에프가 영화에 참여하지 않았고 쇼어가 캐스팅되지 않았다고 밝혔다. 그는 또한 영화의 각본이 작가 파업 이전에 대부분 완성되었다고 덧붙였다. 건은 1월에 세트, 보철물, 시각 효과 모델 작업이 진행 중이며, 의상이 완성되고 대부분의 배우들이 캐스팅되었다고 말했다. 브로즈너핸은 많은 출연진과 스태프가 슈퍼맨 영화를 보고 만화를 읽으며 자랐기 때문에 이 영화가 원작에 대한 많은 사랑으로 만들어지고 있다고 말했다. 그 달 말, 밀리 올콕이 슈퍼맨의 사촌인 카라 조엘 / 슈퍼걸 역으로 캐스팅되었다. 이 캐릭터는 그녀의 단독 DCU 영화인 《슈퍼걸: 우먼 오브 투모로우》에 앞서 《슈퍼맨》에서 데뷔할 것으로 보도되었다. 올콕은 1월 초 애틀랜타 조지아주에 있는 《슈퍼맨》 세트에서 의상을 입고 오디션과 스크린 테스트를 수행했다.
2024년 2월 초 오하이오주에서 사전 제작 작업이 시작되었고, 오하이오주 개발부는 《슈퍼맨》이 클리블랜드와 신시내티에서 부분적으로 촬영될 것이라고 발표했다. 이 영화는 주 정부의 세금 공제 프로그램으로 1,100만 달러 이상의 혜택을 받았는데, 이는 영화의 총 제작 예산 3억 6,380만 달러 중 주에서 3,700만 달러를 지출한 것에 기반한 것이었다. 건은 이 예산의 정확성에 대해 이의를 제기했는데, 이는 이 영화가 역대 가장 비싼 슈퍼히어로 영화 중 하나가 될 수 있었기 때문이다. 이 영화는 나중에 인센티브와 세금 감면을 고려하면 순 제작 예산이 2억 5,500만 달러로 보도되었다. 또한 2월에 바셈 유세프는 영화에 캐스팅되었다고 말했는데 (가상의 중동 국가 지도자인 루만 하르자디 역으로 알려졌다), 그의 캐릭터는 각본에서 삭제되었다. 그는 잠재적으로 2023년 10월 이스라엘 정부를 비판한 그의 발언 때문이라고 생각한다고 밝혔으나, 건은 이를 반박하며, 작가 파업 이전에 유세프와 역할에 대해 논의했지만 배우에게 공식적으로 제안된 적은 없었고, 유세프의 발언이 나오기 전에 파업이 끝난 후 캐릭터가 삭제되었다고 설명했다. 2월 22일에는 출연진과 함께 대본 읽기가 진행되었고, 건은 테런스 로즈모어가 루터의 하수인 오티스 역을 연기하고 있다고 밝혔다. 자슬라브는 다음 주에 촬영이 시작될 것이라고 말했고, 건은 영화의 제목을 《슈퍼맨》으로 줄였다고 발표했다. 그는 영화를 쓰는 동안 영화가 미래를 지향하는 것이라고 느꼈고, '레거시'라는 부제는 과거를 돌아보는 것이라고 생각했다.

### 촬영
본 촬영은 슈퍼맨의 만화 생일인 2024년 2월 29일에 시작되었다. 노르웨이 스발바르 제도의 아드벤달렌 계곡에서 일주일간 고독의 요새 장면을 촬영했다. 건은 스발바르 제도를 자연의 아름다움, 풍경, 그리고 요새가 위치한 북극과의 유사성 때문에 선택했다. 촬영은 작업 제목 "제네시스"로 진행되었다. 헨리 브레이엄은 마지막 두 《가디언즈 오브 갤럭시》 영화, 《더 수어사이드 스쿼드》, 《플래시》에 이어 촬영 감독으로 복귀했다. 영화 전체는 IMAX 인증 레드 디지털 시네마 카메라로 촬영되었다. 촬영은 SAG-AFTRA 파업으로 인해 2024년 1월로 예정되었던 시작이 지연되었으며, 약 4개월 동안 진행될 것으로 예상되었다. 레거시 이펙츠 스튜디오는 영화의 실용 효과 작업을 담당했다.
웬들 피어스는 3월 초 페리 화이트 역으로 캐스팅되었다. 애틀랜타의 트릴리스 스튜디오에서 촬영은 3월 8일에 시작되었고 8월 2일까지 진행될 예정이었다. 클리블랜드와 신시내티에서의 촬영은 4월 1일부터 8월 23일까지 37일 동안 진행될 예정이었다. 메이컨에서도 촬영이 진행될 것으로 예상되었다. 4월에 프루잇 테일러 빈스와 네바 하월은 조나단과 마사 켄트 역으로 캐스팅되었고, 6월에는 벡 베넷, 미케일라 후버, 신인 크리스토퍼 맥도날드가 데일리 플래닛 직원인 스티브 롬바르드, 캣 그랜트, 그리고 론 트루프 역으로 캐스팅되었다. 후버는 이전에 건의 여러 영화에 출연했다. 코런스웻과 브로즈너핸은 함께 12분 길이의 인터뷰 장면을 촬영했는데, 건은 이를 영화의 10%에 해당하는 분량을 이틀 만에 촬영했다고 설명하며 그들의 "명백한" 케미스트리를 강조했다. 1940년 영화 《그의 연인 프라이데이》는 그들의 관계를 "동등한 상대"이자 프레스턴 스터지스의 작품에서 영감을 받은 "긴 로맨스"와 재치 있는 코미디로 묘사하는 데 중요한 참고 자료가 되었다. 애니메이션 DCU 시리즈 《크리처 코만도스》(2024년-현재)의 캐릭터들이 이 영화에 등장할 것으로 예상되었으며, 건과 새프런은 DCU에서 애니메이션과 실사 작품 모두에 동일한 배우가 캐릭터를 연기하도록 의도했다. 세트 사진은 프랭크 그릴로가 그 시리즈에서 릭 플래그 시니어 역을 다시 맡고 있음을 보여주었다.
제작은 6월 14일 노스이스트 오하이오로 이동하여 멘터의 헤드랜즈 비치 주립공원에서 촬영이 진행되었다. 6주 동안 클리블랜드 전역에서 촬영이 진행되었으며, 6월 24일 클리블랜드 다운타운에서 시작되었다. 촬영 장소는 온타리오 스트리트, 클리블랜드 그레이하운드 버스 정류장, 클리블랜드 퍼블릭 스퀘어, 디트로이트-수페리어 다리, PNC 플라자, 프로그레시브 필드, 클리블랜드 아케이드를 포함했다. 헌팅턴 은행 빌딩, 키 타워, 군인 및 선원 기념비의 외부 촬영은 퍼블릭 스퀘어에서 진행되었다. 리더 빌딩의 외부는 데일리 플래닛의 본부로 사용되었고, 키 타워는 스태그 엔터프라이즈의 본부로 사용되었다. 클리블랜드에서의 촬영은 7월 16일에 완료되었고, 건은 촬영이 몇 주 남았다고 말했다. 제작은 7월 18일까지 신시내티로 이동하여 유니언 터미널의 신시내티 박물관 센터와 라이틀 터널에서 진행되었다. 촬영은 7월 30일에 종료되었다.

### 후반 제작
"'많은 사람들이 구식이라고 생각하는 이 캐릭터를 어떻게 다룰 수 있을까요? 수년 동안 캐릭터의 너무나 많은 변형이 있었는데, 현대 관객을 위해 어떻게 만들 수 있을까요?' 저는 완전히 인간적이면서도 완전히 환상적인 이야기를 만들고 싶다는 것을 알았습니다... 여기에는 우리가 슈퍼맨 영화에서 한 번도 본 적이 없는 환상적인 요소들이 모두 담겨 있습니다: 날아다니는 개, 거대한 괴수, 포켓 유니버스, 과학과 마법, 그리고 옛 맥스 플라이셔 만화에 있었던 모든 것들."
2024년 8월, 숀 건은 영화에서 맥스웰 로드 역으로 캐스팅되었음을 확인했다. 다음 달, 앨런 튜딕이 《크리처 코만도스》에서 여러 캐릭터의 목소리를 맡은 후 이 영화에 출연한다는 사실이 밝혀졌다. 튜딕은 슈퍼맨 로봇 "포"의 목소리를 맡았다. 마크 웨이드는 크립토가 영화에 등장할 것이라고 밝혔고, 건은 10월에 이를 공식적으로 확인했다. 그는 이 캐릭터의 묘사가 자신이 슈퍼맨 각본을 쓰기 시작한 직후 입양한 개 오즈에서 영감을 받았다고 설명하며, 오즈는 처음에는 "말 그대로 문제가 많았고... '오즈에게 초능력이 있다면 삶이 얼마나 힘들까?'라고 생각했던 기억이 납니다. 그래서 크립토가 각본에 들어왔고 이야기의 형태를 바꾸었습니다"라고 말했다.
건은 12월 초부터 영화 테스트 스크리닝을 시작했다. 그 직후 로스앤젤레스에서 하루 반 동안 개인적인 추가 촬영이 예정되었는데, 건은 이를 장면 재촬영이 아닌 "영화를 향상시키기 위한" 것이라고 말했다. 올콕은 2025년 1월에 영화에 출연하는 것이 확인되었다. 5월 말까지 애틀랜타에서도 3일간의 추가 촬영이 진행되었고, 건은 6월 5일 영화가 완성되어 픽처 록을 받았다고 말했다. 윌리엄 호이와 크레이그 앨퍼트는 영화를 공동 편집했으며, 이들은 각각 DC 영화 《더 배트맨》과 《블루 비틀》(2023)에서 작업했다. 《가디언즈 오브 갤럭시: Volume 3》의 시각 효과 팀 대부분이 《슈퍼맨》에서 건과 함께 작업하기 위해 복귀했으며, 여기에는 시각 효과 감독 스테판 세레티도 포함된다. 프레임스토어, ILM, 웨타 FX에서 시각 효과를 담당했다. 6월 후반, 건은 마이클 루커, 폼 클레멘티에프, 브래들리 쿠퍼가 모두 영화에 출연한다고 확인했으며, 앞의 두 배우는 고독의 요새 장면에서 슈퍼맨 로봇의 목소리를 맡았고 쿠퍼의 역할은 미공개였다. 쿠퍼는 슈퍼맨의 크립톤인 아버지 조엘 역을 맡았다는 소문이 있었다.

## 음악
2023년 12월, 건은 영화의 대부분의 음악과 주요 테마가 작곡되었지만, 작곡가의 계약이 최종 확정되지 않았기 때문에 발표되지 않았다고 말했다. 2024년 2월, 그는 《더 수어사이드 스쿼드》, 《가디언즈 오브 갤럭시 홀리데이 스페셜》(2022), 《가디언즈 오브 갤럭시: Volume 3》를 작곡했던 존 머피가 음악을 맡을 것이라고 발표했다. 12월, 건은 머피가 1978년 슈퍼맨 영화의 존 윌리엄스의 "슈퍼맨 행진곡" 테마의 새로운 버전을 작곡하고 있음을 확인했다. 건은 윌리엄스의 음악을 역대 최고 중 하나로 여겼고, 이 영화 개발 초기부터 그의 테마를 슈퍼맨과 연관시켰다. 그는 이 테마의 포함을 영화가 과거 작품들을 회상하는 한 가지 방법으로 보았다. 이 영화는 건의 이전 슈퍼히어로 프로젝트보다 라이선스 곡이 적다. 2025년 4월, 데이비드 플레밍이 일부 음악에 기여하고 머피와 공동으로 음악 크레딧을 받을 것이라고 밝혀졌다.

## 마케팅
건은 2024년 2월 촬영 시작을 슈퍼맨 로고 사진을 게시하며 알렸고, 이 로고는 킹덤 컴 만화 속 캐릭터 의상과 시각적으로 유사하지만, 고전적인 노란색과 빨간색 색 구성표를 특징으로 한다는 점에서 주목을 받았다. 새프런은 4월 워너 브라더스 시네마콘 프레젠테이션에서 이 영화를 홍보했으며, 건, 코런스웻, 브로즈너핸은 영상 메시지를 통해 출연했다. 패널은 슈퍼맨 엠블럼의 전체 모습을 공개했고, 건은 영화 개봉을 앞두고 "슈퍼맨의 여름"을 시작하기 위해 다음 해 행사에는 출연진과 함께 직접 참석할 계획이라고 말했다. 건은 5월 초 코런스웻이 의상을 입은 첫 번째 이미지를 공개했는데, 슈퍼맨이 의상을 입는 동안 배경에서는 외계인처럼 보이는 위협이 공격하는 모습을 담고 있다. 이미지에 대한 평가는 《맨 오브 스틸》 디자인에는 포함되지 않았던 빨간 팬티의 복귀에 초점을 맞췄다. 의상의 요소들은 DC 코믹스의 2011년 뉴 52 이니셔티브에 사용된 짐 리의 디자인과도 비교되었으며, 캐릭터의 자세와 배경의 공격은 영화 속 슈퍼맨의 캐릭터화와 그가 직면할 위협에 대한 추측으로 이어졌다. 5월 후반 라스베이거스에서 열린 워너 브라더스 라이선싱 엑스포 부스에는 영화의 고독의 요새에서 영감을 받은 디스플레이가 포함되었다.
건은 2024년 10월 "보호소 개 입양의 달"을 기념하여 코런스웻의 슈퍼맨과 함께 크립토의 첫 이미지를 공개했다. 12월 16일에는 일렉트릭 기타 오프닝이 포함된 윌리엄스의 "슈퍼맨 행진곡" 테마의 느려진 연주가 특징인 모션 포스터가 공개되었다. 《버라이어티》의 조던 모로는 이 포스터를 1978년 영화에서 크리스토퍼 리브의 슈퍼맨 연기에 대한 경의라고 묘사했지만, 음악은 윌리엄스의 버전보다 더 조용하고 "더 사려 깊다"고 생각했다. 영화의 티저 예고편도 같은 날 언론 시사회에서 공개되었고, 12월 19일에 대중에게 공개되었다. 이 예고편은 첫 24시간 동안 전 세계적으로 2억 5천만 회 이상의 조회수를 기록하며, 해당 기간 동안 DC 코믹스 및 워너 브라더스 영화 중 가장 많이 시청되고 논의된 예고편이 되었다. 워터타워 뮤직은 같은 날 머피의 예고편 음악을 "Theme from Superman (Trailer Version)"이라는 싱글로 발매했다. 이 영화는 2월 9일 슈퍼볼 선데이에 애니멀 플래닛의 퍼피 볼을 공동 후원했으며, 건과 오즈가 영화의 새로운 모습을 소개하기 위해 출연했다. "크립토 슈퍼 플레이" 상은 게임에 참여한 강아지 중 한 마리에게 수여되었다.
2025년 2월 말, DC 스튜디오는 워너 브라더스 글로벌 마케팅 책임자 조쉬 골드스타인의 전 달 퇴임 후, 전 애플 TV+ 및 디즈니 마케팅 임원 리키 스트라우스를 영화 마케팅 컨설턴트로 고용했다. 새프런은 자슬라브가 《바비》(2023)와 같은 이전 성공적인 워너 브라더스 영화와 유사하게 영화를 위해 "회사 전체를 결집시켰다"고 말했다. 건, 코런스웻, 브로즈너핸, 홀트는 4월 워너 브라더스 시네마콘 패널에서 영화를 홍보했으며, 확장된 시퀀스와 새로운 비하인드 스토리 영상이 공개되었다. 그 달 개봉한 워너 브라더스 영화 《A MINECRAFT MOVIE 마인크래프트 무비》의 IMAX 상영에는 확장된 영상이 포함되었으며, 이는 온라인으로도 공개되었다. IGN의 짐 베이보다(Jim Vejvoda)는 시퀀스에서 크립토의 "미친 듯한 개 같은 행동과 장난"이 "쇼를 장악했다"고 말했고, 데드라인 할리우드 작가들은 이를 티저 예고편의 "가장 따뜻한 부분"에 대한 확장된 모습이라고 불렀다. 비하인드 스토리 영상은 4월 18일 "슈퍼맨의 날"에 액션 코믹스 #1(1938)에서의 슈퍼맨 데뷔 기념일에 맞춰 공개되었다. ComicBook.com의 케이드 온더(Cade Onder)는 영상에서 슈퍼맨의 희망적인 모습, 정교한 세트, 의상에 대한 강조를 강조했다.
5월 14일 공식 예고편이 공개되었는데, 블리딩 쿨의 레이 플룩은 이를 "대박"이라고 부르며 액션, 유머, 조연 DC 캐릭터들을 강조했다. 그는 예고편이 건의 해석으로 슈퍼맨이 "올바른 손에 맡겨졌다"는 것을 증명했으며, 이는 "지금 우리 삶에 그 어느 때보다 필요한 슈퍼맨"이라고 말했다. IGN'의 웨슬리 인-풀(Wesley Yin-Poole)은 켄트와 레인의 관계를 강조했으며, 예고편의 인터뷰가 슈퍼맨이 외국의 전쟁에 개입하는 윤리적 문제를 부각시킨다고 느꼈다. 폴리곤'의 마이클 맥워터(Michael McWhertor)도 이에 대해 언급하며 예고편이 슈퍼맨의 행동이 미국적 가치를 대변하는지 의문을 제기한다고 지적했다. 6월 초에는 프리퀄 주니어 소설 《슈퍼맨: 메트로폴리스에 오신 것을 환영합니다》가 출간되었는데, 클라크와 로이스의 데일리 플래닛 초기 경력, 저스티스 갱 멤버들, 그리고 메탈로 캐릭터를 다루고 있다. 최종 예고편은 6월 11일에 공개되었다. 기즈모도의 저메인 루시어(Germain Lussier)는 이를 "지금까지 가장 많은 것을 보여주는 예고편"이라고 부르며 예고편의 시각 효과와 액션 시퀀스, 그리고 루터가 슈퍼맨에 대해 느끼는 증오를 묘사한 것을 강조했다. 토털 필름의 조지 마스턴(George Marston)은 슈퍼맨이 미스터 테리픽과 협력하고 가드너가 "슈퍼맨과 대립"하는 장면을 바탕으로 슈퍼맨이 저스티스 갱과 함께 일하거나 대항할 것이라고 추측했으며, 무비웹의 에르네스토 발렌수엘라(Ernesto Valenzuela)는 루터의 초기 독백이 슈퍼맨의 "낙천주의"로 "대체되는" 것이 "이 예고편을 구성하는 훌륭한 방법"이라고 느꼈다.
영화의 첫 30분은 6월 17일 바르셀로나 시네유럽에서 공개되었고, 6월 19일 마닐라에서 "슈퍼맨 월드 투어"의 시작으로 공개되었다. 이 투어는 영화 개봉에 앞서 7개 주요 국제 도시에서 진행된다. 워너 브라더스는 런던 시네월드 레스터 스퀘어에서 7월 2일 슈퍼맨 팬 이벤트를 개최할 예정이다. 이 영화는 판당고와 아마존 프라임과 제휴하여 7월 8일에 조기 극장 상영을 진행하며, 이는 판당고의 그 해 최고 첫날 예매 판매 기록을 세웠는데, 같은 달 개봉하는 마블의 《판타스틱 4: 새로운 출발》의 일반 예매 판매를 넘어섰다. 펀코와 맥팔레인 토이즈는 영화를 기반으로 한 액션 피규어를 출시할 예정이다. 《더 할리우드 리포터》는 DC 스튜디오와 워너 브라더스가 마케팅에 약 2억 달러를 지출할 수 있다고 보도했다.

## 개봉
《슈퍼맨》은 2025년 7월 9일 전 세계적으로, 그리고 2025년 7월 11일 미국과 중국에서 워너 브라더스 픽처스를 통해 IMAX, RealD 3D, 돌비 시네마, ScreenX, 4DX 포맷으로 극장 개봉될 예정이다. 이는 DCU의 Chapter One: Gods and Monsters의 첫 번째 영화가 될 것이다.
2025년 1월, 슈퍼맨 공동 창작자 조 슈스터의 유산 상속인들은 워너 브라더스 디스커버리를 상대로 소송을 제기하여, 다른 저작권법에 따라 영국, 아일랜드, 호주에서는 2017년에, 캐나다에서는 2021년에 영화를 일부 국제 지역에서 배급할 권리가 자신들에게 돌아왔다고 주장했다. 두 달 후, 워너 브라더스 디스커버리는 이전 저작권 소송이 기각된 것을 인용하며 소송 기각 신청을 제기했고, 4월에는 국제 관할권 부족으로 기각되었다. 한 달 후 소송은 뉴욕 대법원에 재제기되었고, 금지명령이 요청되었으나, 6월 초에 이 신청은 기각되었다.